# داین وارن
دایان وارن (انگلیسی: Diane Warren) آهنگ ساز برجسته اهل آمریکا است.وی ۱۶ بار نامزد جایزه اسکار شده است و یکی ناکام ترین افراد در کسب این جایزه بشمار میرود.